# Río Reka

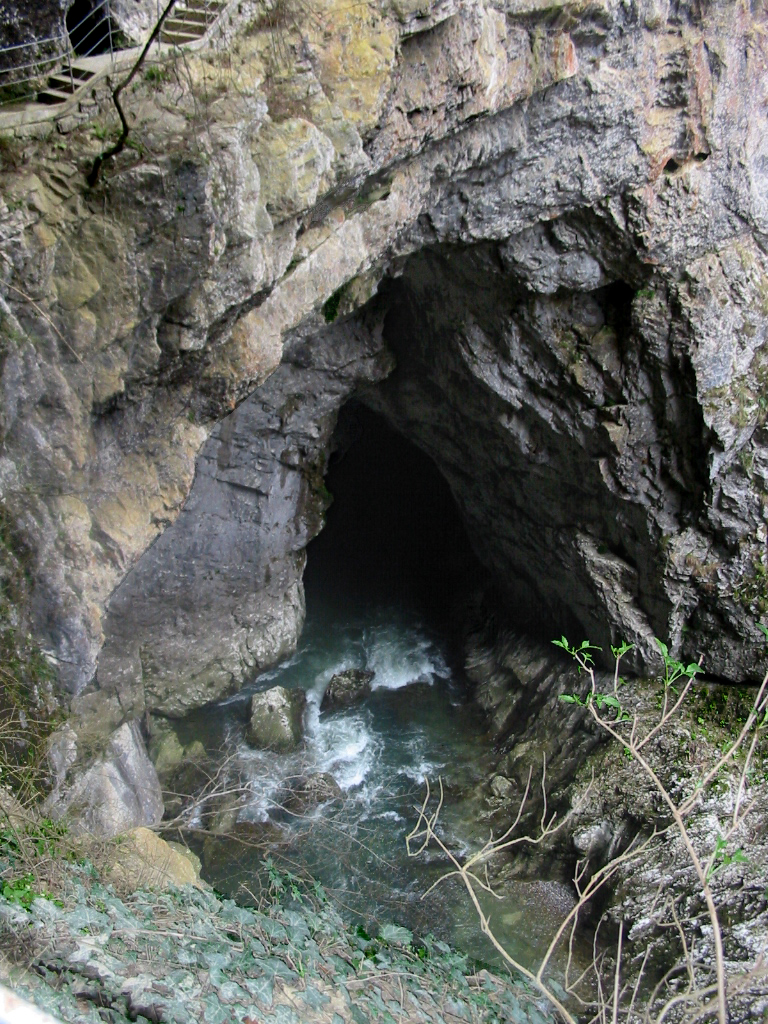
Ponor de las cuevas de Škocjan

El Reka (literalmente, "río" en esloveno), también llamado Reka de Carniola Interior (esloveno: Notranjska Reka), es un río que nace como Gran Arroyo (croata: Vela voda) en Croacia, en la ladera sur del monte Snežnik, y fluye por el oeste de Eslovenia, donde también se conoce inicialmente como Gran Arroyo (Velika voda). El río tiene una longitud de 54 kilómetros, de los cuales 51 están en Eslovenia. En el pueblo de Škocjan desaparece bajo tierra a través de las cuevas de Škocjan (Patrimonio de la Humanidad de la UNESCO), fluyendo 38 km por debajo del Karst esloveno. El río continúa como parte del Timavo en Italia, aunque los estudios de rastreo han demostrado que también alimenta manantiales en otros lugares de la costa adriática entre Trieste y Monfalcone. Tiene un régimen pluvial.